# 全腺润楠
全腺润楠（学名：Machilus holadena）为樟科润楠属下的一个种。

## 扩展阅读
- 維基物種上的相關：全腺润楠